# Plesiopelma insulare
Plesiopelma insulare là một loài nhện trong họ Theraphosidae.
Loài này thuộc chi Plesiopelma. Plesiopelma insulare được Cândido Firmino de Mello-Leitão miêu tả năm 1923.